# Gry Jannicke Jarlum
Gry Jannicke "J-Diva" Jarlum, född 6 april 1962 i Oslo, är en norsk popmusiker och författare. 

## Karriär
Som musiker är Gry Jannicke Jarlum mest känd hemma i Norge för singeln "Svake mennesker" från 1981 som låg på landets förstaplats i 16 veckor. Denna låt finns även med på svenska som "Svaga Människa" på svenskspråkiga utgåvan av hennes debutalbum från 1981.
På 1990-talet är hon förmodligen mest känd för sina uttalanden om kontakt med utomjordiskt liv, och boken Du er jeg från 1994 är enligt Jannicke själv författad genom automatskrift. Enligt henne själv fick hon sin första närkontakt med flygande tefat och närkontakt av tredje, fjärde och femte graden den 9 mars 1992. 
1994 gjorde japansk teve en dokumentär om Jannicke och hennes UFO-upplevelser. 1996 gjorde både TV3 och TVNorge responderande dokumentärer.
2002 gav hon ut tre album under nytt artistnamn som alla fick betyg 4, och var även huvudpersonen i dokusåpan Koht vs. J-Diva som sändes av NRK2.
Hon var med i norska Expedition Robinson på norska TV3 2004 och var under valet 2005 kandidat för Demokratene.

## Diskografi (urval)
Album som Jannicke
- Min stil (1981) (utgiven både på norska och på svenska. Delvis inspelad i Karlskoga. Jämtland nämns i en sångtext.)
- My Rock'n Roll Album (1982)
- Draculas datter (1983)
- Change (1985)
- Svake mennesker (1989)
- Word of Wisdom (1992)

Album som Gry Jannicke Jarlum
- du er jeg (1994) (CD som kommer med boken med samma namn)

Album som J-Diva
- Sex Me – Transmission vol. 1
- The Golden Girl of Soul; Transmission vol. 2
- The Motherfucking Diva Queen; Transmission vol. 3

Samtliga utgivna 23 september 2002 av norska J-Diva Records AS.